# Cleora serena
Cleora serena là một loài bướm đêm trong họ Geometridae.